# Bruchia longifolia
Bruchia longifolia là một loài rêu trong họ Bruchiaceae. Loài này được Cardot G. Roth mô tả khoa học đầu tiên năm 1911.